# Марганель
Маргане́ль (кат. Marganell) — муніципалітет, розташований в Автономній області Каталонія, в Іспанії. Код муніципалітету за номенклатурою Інституту статистики Каталонії — 82423. Знаходиться у районі (кумарці) Бажас (коди району — 07 та BG) провінції Барселона, згідно з новою адміністративною реформою перебуватиме у складі Баґарії (округи) Центральна Каталонія.

## Населення
Населення міста (у 2007 р.) становить 292 особи (з них менше 14 років — 14 %, від 15 до 64 — 64,4 %, понад 65 років — 21,6 %). У 2006 р. народжуваність склала 2 особи, смертність — 3 особи, зареєстровано 3 шлюби. У 2001 р. активне населення становило 107 осіб, з них безробітних — 8 осіб.

Серед осіб, які проживали на території міста у 2001 р., 197 народилися в Каталонії (з них 106 осіб у тому самому районі, або кумарці), 27 осіб приїхало з інших областей Іспанії, а 9 осіб приїхало з-за кордону. 

Університетську освіту має 13,7 % усього населення. 

У 2001 р. нараховувалося 86 домогосподарств (з них 32,6 % складалися з однієї особи, 33,7 % з двох осіб,12,8 % з 3 осіб, 14 % з 4 осіб, 3,5 % з 5 осіб, 2,3 % з 6 осіб, 1,2 % з 7 осіб, 0 % з 8 осіб і 0 % з 9 і більше осіб).

Активне населення міста у 2001 р. працювало у таких сферах діяльності: у сільському господарстві — 2 %, у промисловості — 36,4 %, на будівництві — 9,1 % і у сфері обслуговування — 52,5 %. 

 У муніципалітеті або у власному районі (кумарці) працює 62 особи, поза районом — 66 осіб.

### Безробіття
У 2007 р. нараховувалося 13 безробітних (у 2006 р. — 8 безробітних), з них чоловіки становили 38,5 %, а жінки — 61,5 %.

## Економіка

### Підприємства міста

#### Промислові підприємства
| \| Промислові підприємства міста, за сферою діяльності \| Промислові підприємства міста, за сферою діяльності \| Промислові підприємства міста, за сферою діяльності \| \| Рік \| 2002 р. \| 2001 р. \| \| --------------------------------------------------- \| --------------------------------------------------- \| --------------------------------------------------- \| \| Енергетичні та водні ресурси \| 0 % \| 0 % \| \| Хімія та метали \| 16,7 % \| 16,7 % \| \| Переробка металів \| 0 % \| 0 % \| \| Продукти харчування \| 83,3 % \| 83,3 % \| \| Текстиль \| 0 % \| 0 % \| \| Виробництво меблів, видання \| 0 % \| 0 % \| \| Інше \| 0 % \| 0 % \| \| Усього підприємств \| 6 \| 6 \| |         |         |
| Промислові підприємства міста, за сферою діяльності |         |         |
| Рік | 2002 р. | 2001 р. |
| Енергетичні та водні ресурси | 0 %     | 0 %     |
| Хімія та метали | 16,7 %  | 16,7 %  |
| Переробка металів | 0 %     | 0 %     |
| Продукти харчування | 83,3 %  | 83,3 %  |
| Текстиль | 0 %     | 0 %     |
| Виробництво меблів, видання | 0 %     | 0 %     |
| Інше | 0 %     | 0 %     |
| Усього підприємств | 6       | 6       |

#### Роздрібна торгівля
| \| Підприємства роздрібної торгівлі міста, за сферою діяльності \| Підприємства роздрібної торгівлі міста, за сферою діяльності \| Підприємства роздрібної торгівлі міста, за сферою діяльності \| \| Рік \| 2002 р. \| 2001 р. \| \| ------------------------------------------------------------ \| ------------------------------------------------------------ \| ------------------------------------------------------------ \| \| Продукти харчування \| *% \| *% \| \| Одяг та взуття \| *% \| *% \| \| Товари для дому \| *% \| *% \| \| Книги та періодичні видання \| *% \| *% \| \| Промислова хімічна продукція \| *% \| *% \| \| Продукція, пов'язана з транспортними засобами \| *% \| *% \| \| Інше \| *% \| *% \| \| Усього підприємств \| 0 \| 0 \| |         |         |
| Підприємства роздрібної торгівлі міста, за сферою діяльності |         |         |
| Рік | 2002 р. | 2001 р. |
| Продукти харчування | *%      | *%      |
| Одяг та взуття | *%      | *%      |
| Товари для дому | *%      | *%      |
| Книги та періодичні видання | *%      | *%      |
| Промислова хімічна продукція | *%      | *%      |
| Продукція, пов'язана з транспортними засобами | *%      | *%      |
| Інше | *%      | *%      |
| Усього підприємств | 0       | 0       |

#### Сфера послуг
| \| Підприємства міста, що працюють у сфері послуг, за діяльністю \| Підприємства міста, що працюють у сфері послуг, за діяльністю \| Підприємства міста, що працюють у сфері послуг, за діяльністю \| \| Рік \| 2002 р. \| 2001 р. \| \| ------------------------------------------------------------- \| ------------------------------------------------------------- \| ------------------------------------------------------------- \| \| Гуртова торгівля \| 9,1 % \| 0 % \| \| Готелі та готельний бізнес \| 27,3 % \| 30 % \| \| Транспорт та зв'язок \| 18,2 % \| 20 % \| \| Посередницькі фінансові послуги \| 0 % \| 0 % \| \| Послуги підприємствам \| 0 % \| 0 % \| \| Послуги фізичним особам \| 36,4 % \| 40 % \| \| Нерухомість та ін. \| 9,1 % \| 10 % \| \| Усього підприємств \| 11 \| 10 \| |         |         |
| Підприємства міста, що працюють у сфері послуг, за діяльністю |         |         |
| Рік | 2002 р. | 2001 р. |
| Гуртова торгівля | 9,1 %   | 0 %     |
| Готелі та готельний бізнес | 27,3 %  | 30 %    |
| Транспорт та зв'язок | 18,2 %  | 20 %    |
| Посередницькі фінансові послуги | 0 %     | 0 %     |
| Послуги підприємствам | 0 %     | 0 %     |
| Послуги фізичним особам | 36,4 %  | 40 %    |
| Нерухомість та ін. | 9,1 %   | 10 %    |
| Усього підприємств | 11      | 10      |

## Житловий фонд
У 2001 р. 9,3 % усіх родин (домогосподарств) мали житло метражем до 59 м2, 24,4 % — від 60 до 89 м2, 27,9 % — від 90 до 119 м2 і
38,4 % — понад 120 м2.

З усіх будівель у 2001 р. 98 % було одноповерховими, 2 % — двоповерховими, 0 % — триповерховими, 0 % — чотириповерховими, 0 % — п'ятиповерховими, 0 % — шестиповерховими,
0 % — семиповерховими, 0 % — з вісьмома та більше поверхами.

## Автопарк
| \| Автомобілі, зареєстровані у місті, за призначенням \| Автомобілі, зареєстровані у місті, за призначенням \| Автомобілі, зареєстровані у місті, за призначенням \| \| Рік \| 2006 р. \| 2005 р. \| \| -------------------------------------------------- \| -------------------------------------------------- \| -------------------------------------------------- \| \| Приватні автомобілі \| 55,7 % \| 56,8 % \| \| Мотоцикли \| 10,9 % \| 10 % \| \| Вантажівки \| 32,2 % \| 31,8 % \| \| Трактори \| 0 % \| 0 % \| \| Автобуси та ін. \| 1,3 % \| 1,4 % \| \| Усього автомобілів \| 230 шт. \| 220 шт. \| |         |         |
| Автомобілі, зареєстровані у місті, за призначенням |         |         |
| Рік | 2006 р. | 2005 р. |
| Приватні автомобілі | 55,7 %  | 56,8 %  |
| Мотоцикли | 10,9 %  | 10 %    |
| Вантажівки | 32,2 %  | 31,8 %  |
| Трактори | 0 %     | 0 %     |
| Автобуси та ін. | 1,3 %   | 1,4 %   |
| Усього автомобілів | 230 шт. | 220 шт. |

## Вживання каталанської мови
У 2001 р. каталанську мову у місті розуміли 98 % усього населення (у 1996 р. — 100 %), вміли говорити нею 90,9 % (у 1996 р. — 96,7 %), вміли читати 90,4 % (у 1996 р. — 89 %), вміли писати 61,6 % (у 1996 р. — 59,3 %). Не розуміли каталанської мови 2 %.

## Політичні уподобання
У виборах до Парламенту Каталонії у 2006 р. взяло участь 142 особи (у 2003 р. — 146 осіб). Голоси за політичні сили розподілилися таким чином:
| \| Вибори до Парламенту Каталонії \| Вибори до Парламенту Каталонії \| Вибори до Парламенту Каталонії \| \| Рік \| 2006 р. \| 2003 р. \| \| -------------------------------------- \| ------------------------------ \| ------------------------------ \| \| Конвергенція та Єднання (CiU) \| 57,7 % \| 58,2 % \| \| Соціалістична партія Каталонії (PSC) \| 7 % \| 10,3 % \| \| Народна партія (PP) \| 5,6 % \| 6,2 % \| \| Ініціатива за зелену Каталонію (IC) \| 6,3 % \| 4,1 % \| \| Республіканська лівиця Каталонії (ERC) \| 19 % \| 20,5 % \| \| Громадянська партія (C's) \| 1,4 % \| 0 % \| \| Інші \| 2,8 % \| 0,7 % \| |         |         |
| Вибори до Парламенту Каталонії |         |         |
| Рік | 2006 р. | 2003 р. |
| Конвергенція та Єднання (CiU) | 57,7 %  | 58,2 %  |
| Соціалістична партія Каталонії (PSC) | 7 %     | 10,3 %  |
| Народна партія (PP) | 5,6 %   | 6,2 %   |
| Ініціатива за зелену Каталонію (IC) | 6,3 %   | 4,1 %   |
| Республіканська лівиця Каталонії (ERC) | 19 %    | 20,5 %  |
| Громадянська партія (C's) | 1,4 %   | 0 %     |
| Інші | 2,8 %   | 0,7 %   |

У муніципальних виборах у 2007 р. взяло участь 172 особи (у 2003 р. — 0 осіб). Голоси за політичні сили розподілилися таким чином:
| \| Муніципальні вибори \| Муніципальні вибори \| Муніципальні вибори \| \| Рік \| 2007 р. \| 2003 р. \| \| -------------------------------------- \| ------------------- \| ------------------- \| \| Конвергенція та Єднання (CiU) \| 70,3 % \| -% \| \| Соціалістична партія Каталонії (PSC) \| 10,5 % \| -% \| \| Народна партія (PP) \| 0 % \| -% \| \| Ініціатива за зелену Каталонію (IC) \| 0 % \| -% \| \| Республіканська лівиця Каталонії (ERC) \| 19,2 % \| -% \| \| Громадянська партія (C's) \| 0 % \| 0 % \| \| Інші \| 0 % \| -% \| |         |         |
| Муніципальні вибори |         |         |
| Рік | 2007 р. | 2003 р. |
| Конвергенція та Єднання (CiU) | 70,3 %  | -%      |
| Соціалістична партія Каталонії (PSC) | 10,5 %  | -%      |
| Народна партія (PP) | 0 %     | -%      |
| Ініціатива за зелену Каталонію (IC) | 0 %     | -%      |
| Республіканська лівиця Каталонії (ERC) | 19,2 %  | -%      |
| Громадянська партія (C's) | 0 %     | 0 %     |
| Інші | 0 %     | -%      |